# 毛穗赖草
毛穗赖草（学名：Leymus paboanus）为禾本科赖草属下的一个种。

## 扩展阅读
- 維基物種上的相關：毛穗赖草